# سد شهیدان امیرتیموری (صفارود)
سد شهیدان امیرتیموری (صفارود) رابر، سدی در دست احداث از نوع خاکی با هسته رسی در شهرستان رابر استان کرمان است و کار ساخت آن۹۳٪ پیشرفت فیزیکی دارد. با تکمیل این پروژه، مشکل جیره‌بندی آب در فصل تابستان شهرستان رابر و بافت به‌طور کامل مرتفع خواهد شد.
در طرح اولیه سد، برای تامین بخشی از آب شرب شهر کرمان انتقال بخشی از آب سد صفارود توسط تونل به این شهر پیش بینی شده بود که بعدها با کاهش بارش در حوضه آبریز، این طرح منتفی و قرار به تامین آب شهر کرمان از طریق خط انتقال آب از خلیج فارس  که با هزینه مجتمع مس سرچشمه رفسنجان سال 1398 به شهر رفسنجان رسیده است و قرار بود فقط برای شرب برای شهرستان رفسنجان استفاده بشود به شهر کرمان شد.

## دلیل نام‌گذاری
دریاچه این سد، روستای خوش منظره گازروئیه را زیر آب می‌برد و این روستا دو شهید داشت که در این روستا دفن بودند. سال‌ها قبل از ساخت سد، مقبره دو شهید به ۱۰ کیلومتر بالاتر از روستا و محل امام زاده عبدالله انتقال یافت و به منظور زنده نگه داشتن یاد و نام امرالله و مجید امیرتیموری، سد از صفارود به شهیدان امیرتیموری تغییر نام یافت.

## اهداف ساخت سد
- تأمین آب شرب شهرستان رابر و تأمین آب مجتمع‌های معدن این شهرستان
- تأمین آب شرب شهر کرمان (منتفی شده با کاهش بارش‌ها در حوضه آبریز)[۴]
- مهار سیلاب و روان آب‌های فصلی رودخانه‌های رودبر و رابر

اهمیت طرح: تأمین آب پایدار و جبران کمبود آب شرب مصرفی

## مشخصات
طرح این سد شامل سیستم انحراف آب، بدنه سد و سرریز، راه دسترسی (به طول ۱ کیلومتر)، تأسیسات زیربنایی بهره‌برداری شامل تصفیه خانه و مجموعه‌ای از لوله‌ها و تونل انتقال آب به کرمان می‌شود.
این سد مخزنی به حجم ۷۷ میلیون متر مکعب دارد که ۵۷ میلیون متر مکعب آن حجم مفید قابل آبگیری در شرایط عادی است و حجم آب تنظیمی سد ۲۹٫۲ میلیون متر مکعب است.

### موقعیت جغرافیایی و تاریخچه
سد شهیدان امیر تیموری در محل تلاقی دو رودخانه رودبر و رابر در شهرستان رابر و ۱۸۰ کیلومتری جنوب شهر کرمان ساخته شده‌است. کار اجرایی ساخت این سد از سال ۱۳۸۶ شروع شد.

## موضوع انتقال آب و تونل

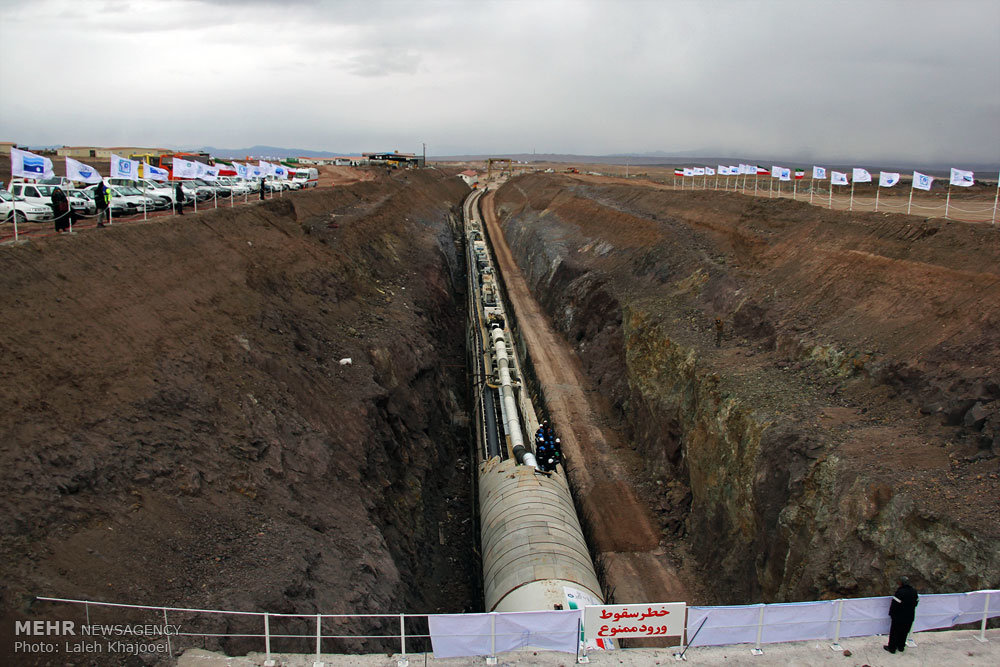
ابتدای تونل انتقال آب رابر به شمال استان که ناتمام رها شد و بجای آن انتقال آب از دریا در دستور کار قرار گرفت

در سال ۱۳۹۴ عملیات حفاری طولانی‌ترین تونل انتقال آب کشور با ۳۸ کیلومتر طول به عنوان بخشی از تونل انتقال آب از دریای عمان به فلات مرکزی و همچنین انتقال آب سد شهیدان امیرتیموری و سرمشک برای تأمین آب میان مدت شهر کرمان و مناطق شمالی استان در محل قسمت خروجی تونل واقع در قریت العرب (گلزار) آغاز شد.
با توجه به وضعیت کم‌آبی در استان کرمان، سه طرح انتقال آب در دستور کار قرار گرفته‌است که در این بین طرح احداث خط انتقال آب رابر به کرمان(صفارود) به دلیل تونل زدن از میان کوه نسبت به انتقال آب با دور زدن کوه، نزدیک به دوهزار میلیارد ریال ارزان‌تر تمام خواهد شد و هزینه پمپاژ آب در طول مدت استفاده نیز کاهش خواهد یافت.
با احداث این تونل حدود ۷۰۰ میلیون متر مکعب در سال آب (۲۹-۳۵ میلیون متر مکعب آب از سد امیرتیموری و سرمشک و بقیه از طریق خط انتقال آب دریای عمان به فلات مرکزی) به شمال استان کرمان منتقل و ۱۰ شهر شمالی استان از این آب بهره‌مند خواهند شد. تونل مذکور با ۳۸ کیلومتر طول، بزرگ‌ترین تونل خاورمیانه و سومین تونل طولانی دنیا خواهد بود و در کریدور انتقال آب دریای عمان از شمال استان و فلات مرکزی کشور قرار دارد که با ظرفیت انتقال ۲۱–۲۳ مترمکعب آب در ثانیه آب را به شمال استان انتقال می‌دهد. ورودی این تونل از بخش گنجان از توابع شهرستان رابر و خروجی آن در بخش گلزار از توابع شهرستان بردسیر است.
در تیر ماه سال ۱۴۰۲ محمدمهدی فداکار، استاندار کرمان، بیان کرد که انتقال آب از سرشاخه های هلیل‌رود (سد صفارود شهرستان رابُر) به شمال این استان منتفی است و بنا نیست این آب به شمال کرمان منتقل شود. وی بیان کرد که روزگاری بارندگی زیاد بود و آب هلیل رود، جازموریان را سیراب می‌کرد اما امروز بارندگی به شدت کم شده است.

## مشکلات پیوست زیست‌محیطی سد
در بالادست این سد محل دفن زباله ۴۰ ساله شهر رابر قرار دارد که تصمیم بر این بود که شهرداری رابر با تغییر مکان، زباله‌های انبار شده در این نقطه را به جای دیگری منتقل کند، اما مسئولان شهری رابر گفتند توان مالی کافی برای این اقدام را ندارند.
مرجان شاکری، مدیر کل محیط زیست استان کرمان بیان کرد شرکت آب منطقه‌ای کرمان بدون انجام مطالعات زیست‌محیطی، کار ساخت را شروع کرد و تاکنون مجوز لازم را اخذ نکرده‌است و افزود: مقصر اصلی در ایجاد این چالش، شرکت آب منطقه‌ای کرمان است، هرچند که شهرداری رابر هم بی‌تقصیر نیست و اکنون آب منطقه‌ای باید مسئولیت خود را بپذیرد و به جابه‌جایی سایت زباله کمک کند و تا زمانی که مجوز نگیرد اجازهٔ آبگیری سد را به آنها نخواهند داد. وی ادامه داد: «چند سال قبل، در پی یک بارندگی شدید، مشاهده کردیم حجمی از زباله‌ها به مخزن کوچکی در پشت سد منتقل شد و همین نگرانی زیادی ایجاد کرد».